# Coris
Corissläktet är ett litet släkte i familjen ardisiaväxter. De är låga perenner, med hårda stjälkar som är täckta av många tättsittande blad. Bladen är små och torktåliga, långsmalt lansettlika och med två rader svarta prickar. Blommorna sitter i täta flockar och är vita och rosa eller lila och blå, 9-12 mm  och zygomorfa. Fodret är kvarsittande runt frukten och skarpt taggigt. Coris monspeliensis växer på torra marker vid Medelhavet särskilt längs kusterna, Från Spanien till Albanien och i nordvästra Afrika. Coris hispanica växer bara i Spanien. Coris odlas inte och har inget svenskt namn.

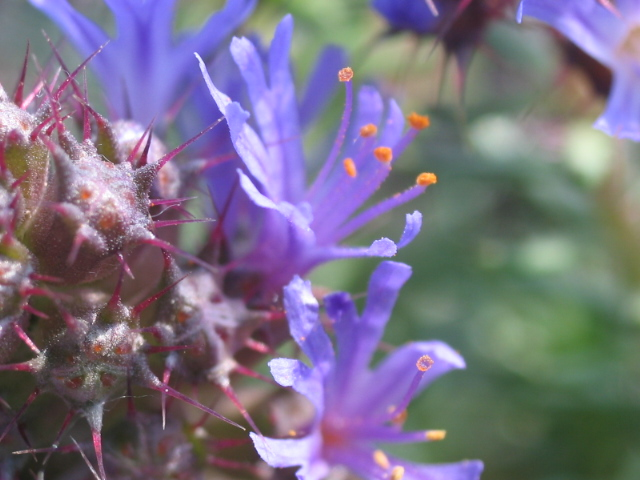
Coris monspeliensis närbild på blommor och kvarsittande taggigt foder.

## Fotnoter
1. ↑  Anderberg A. A., Trift I. and Källersjö M. (1998) On the systematic position of the genus Coris (Primulaceae) Nordic Journal of Botany 18:203-207
2. ↑  Mediterranean Wild Flowers. Marjorie Blamey, Christopher Grey-Wilson. ISBN 0-00-219901-7